# Ярошенко, Михаил Фёдорович
Михаил Фёдорович Ярошенко (13 февраля 1900, Демьяновка, Полтавская губерния, Российская империя — 11 апреля 1985) — советский гидробиолог, ихтиолог, доктор биологических наук.

## Биография
Родился 13 октября 1900 года в селе Демьяновке.
В 1923 году поступил в Днепропетровский институт народного образования, который он окончил в 1928 году. С 1929 по 1932 год работал в Днепропетровском металлургическом институте.
В 1932 году переехал в Тирасполь Молдавской ССР, но первые годы ему не удалось найти работу и лишь в 1936 году устроился на работу в Тираспольский педагогический институт.
В 1941 году был эвакуирован в Сибирь, где в том же году устроился на работу в Уральский педагогический институт, где заведовал кафедрой зоологии.
В 1943 году вернулся в Молдавскую ССР и поселился в Кишинёве и устроился на работу в Кишинёвский педагогический институт, где заведовал аналогичной кафедрой вплоть до 1949 года. С 1949 по 1957 год заведовал лабораторией гидробиологии Института биологии. В 1957 году был избран директором данного института, данную должность занимал вплоть до 1961 года.
В 1961 году был избран директором Института зоологии, данную должность занимал вплоть до 1972 года. С 1972 по 1982 год работал научным консультантом там же.
Скончался в 1985 году. Похоронен на Центральном (Армянском) кладбище в Кишинёве.

## Научные работы
Основные научные работы посвящены гидробиологии пресных вод и энтомологии. Один из основателей гидробиологической школы в Молдавской ССР. Автор свыше 39 научных работ. Изучал энтомофауну Молдавии, биологию и хозяйственное значение различных видов насекомых.

## Избранные сочинения
- Ярошенко М. Ф. «Природа и человечество», 1978.

## Членство в обществах
- Академик АН Молдавской ССР (1970-82).